# Godley, Texas
Godley là một thành phố thuộc quận Johnson, tiểu bang Texas, Hoa Kỳ. Năm 2010, dân số của xã này là 1009 người.

## Dân số
- Dân số năm 2000: 879 người.
- Dân số năm 2010: 1009 người.